# Elaeocarpus degenerianus
Elaeocarpus degenerianus är en tvåhjärtbladig växtart som beskrevs av Albert Charles Smith. Elaeocarpus degenerianus ingår i släktet Elaeocarpus och familjen Elaeocarpaceae. Inga underarter finns listade i Catalogue of Life.